# Veliki koraljni greben
Veliki koraljni greben (eng. Great Barrier Reef) je najveći koraljni greben na svijetu, i najveća živa cjelina na svijetu (oko 344.400 km²). Nalazi se u Koraljnom moru i proteže se 2030 km duž ruba kontinentalnoga šelfa sjeveroistočne Australije (pokrajina Queensland).
Greben jednim dijelom prati prirodne otoke, odnosno vrhove odavno potonula planinskoga lanca. No njegova izvanredna raznolikost potječe od 3000 koraljnih grebena, više od 900 otoka, atola i laguna, od kojih se svaki nalazi u drukčijoj fazi razvoja. Zbog toga je 1981. godine upisan na UNESCO-ov popis mjesta svjetske baštine u Australiji i Oceaniji, a CNN ga je svrstao na popis sedam svjetskih čuda prirode. Veliki koraljni greben mogu iskorištavati samo autohtono stanovništvo, Aboridžini i Torres Strait otočani, te je važan dio njihove kulture i duhovnosti. Turizam Velikog koraljnog grebena Australiji je 2012. godine donio ukupno 5,7 milijarda A$.

## Odlike
Koraljni grebeni rezultati su 10 tisuća godina rada, tijekom kojeg su se oceani podigli do današnje razine nakon posljednjeg ledenog doba. Graditelji ove izvanredne tvorevine milijuni su sićušnih koraljnih polipa i to 350 različitih vrsta polipa. U rodu su s meduzama, a svaki od njih ima usta koja su okružena vijencem pokretljivih lovaka.
Svaki polip može uvući kalcijev karbonat iz mora i pretvoriti ga u vapnenastu koru koja, kad je umnožimo nekoliko milijardi puta, tvori koraljni greben, No polip svoje vapnenasto sklonište dijeli sa sićušnim biljkama koje se zovu zoowanthellae. One pomoću svjetlosti pretvaraju ugljični dioksid i vodu u ugljikohidrate i kisik, Polipi apsorbiraju te spojeve, a biljkama zauzvrat daju nitrate i druge otpadne vari. Zbog toga koraljni grebeni mogu nastali samo na mjestima do kojih dopire sunčeva svjetlost, odnosno u bistroj vodi do 40 m dubine.

## Povijest
Veliki koraljni greben je jedan od najljepših ukrasa našeg planeta koji se nalazi uz obalu Australije. O tom dragulju modre, indigo, safirne i čisto bijele boje, čija se divota vidi čak i s Mjeseca – neobično je da su prvi Europljani koji su vidjeli Veliki koraljni greben bili tako šturi u njegovom opisu. 
Godine 1606. to je bio Španjolac Luis Vaez de Torres, kojeg je oluja natjerala da zaobiđe vrh Queenslanda i da prođe kroz tjesnac koji danas nosi njegovo ime. Potom je došao kapetan James Cook, čiji je brod Endeavour zapeo i teško se oštetio između vanjskoga grebena i kopna godine 1770. A onda je 1789. došao kapetan Bligh, koji je odane i izgladnjele članove posade Bountyja proveo kroz prolaze preko grebena i uveo ih u mirne vode uz obalu.
Josepha Banksa, botaničara s Endeavoura, greben je ispunio strahopoštovanjem. Pošto je njegov brod bio popravljen, napisao je: „Greben poput ovoga pokraj kojeg smo upravo prošli nešto je što u Europi uopće ne postoji, a ne postoji ni nigdje drugdje osim u ovim morima, To je zid od koraljne stijene koji se okomito uzdiže iz beskrajnoga oceana…“ Iako je za rast koralja potrebno plitko more s mnogo sunčeve svjetlosti, Banks je imao pravo kad je rekao da je Veliki koraljni greben jedinstven. 

## Bioraznolikost
Posjetitelju će se učiniti da je koraljni greben lijepo i spokojno mjesto, no to je istodobno i mjesto beskonačne borbe, jer se svako stvorenje koje ovdje živi s ostalima bori za hranu i prostor. Postoje i meki i tvrdi koralji različitih oblika i veličina; neki izgledaju poput rogova, drugi poput bičeva ili lepeza; neki su dovoljno čvrsti da mogu podnijeli udaranje valova, a drugi tako krhki da mogu živjeti samo u posve mirinim vodama. Neke vrste rastu brže od drugih, pa ih zasjenjuju i kradu im svjetlost. Neki drugi se koriste otrovnim lovkama kako bi se riješiti konkurencije, ili u vodu ispuštaju smrtonosne kemijske spojeve.
Tim opasnostima treba dodati i grabežljivce kao što su riba papigača koja svojim čeljustima žvače koralje, i zvjezdača kruna od bodlji koja širi svoj želudac preko koralja i tako ih probavlja. Te zvjezdače periodički se pojavljuju u velikome broju i tad uništavaju čitave grebene. Oceanske oluje i ciklone također melju i kidaju koralje i pretvaraju ih u prah.
Tijekom dana u plitkim vodama koraljnih grebena nije mimo, no najveća aktivnost ipak se događa noću. Noću se koraljni polipi hrane, izbacujući svoje višebojne lovke kako bi uhvatili sitne životinjice i biljke koje se nazivaju planktonom. Kad se pojave milijarde lovaka, čini se kao da je čitav greben procvao. Danju do toga ne može doći jer bi krakovi zaklonili alge zooxanthellae od sunca.
Tijekom proljeća u određenim se noćima događa izvanredna predstava. Naime, duž čitavoga koraljnoga grebena, na neki nepoznat kemijski ili svjetlosni znak, čitava populacija polipa reagira ispuštajući narančaste, crvene, plave i zelene čestice jajnih stanica i sperme. Te čestice isplivaju na površinu i prekriju je jarkim bojama.
Potom se čestice otvore i jajne slanice i spermiji se izmiješaju kako bi stvorili nove polipe, koje će plima odnijeli u potragu za prikladnim slobodnim mjestom na kojem mogu početi graditi nov koraljni greben.
Na život medu koraljima prilagodile su se i spužve i vlasulje. morski puževi i morski krastavci, rakovi, goleme školjke, morske zmije, meduze i ribe beskonačno različitih boja i nijansi. Unutar i izvan grebena žive i morski psi, a u dubljim vodama ima i dupina i kitova.
Koraljni greben neprestano raste. A čim novi komadić koralja probije morsku površinu, na njemu se odmah pojavljuje kapa od bijeloga pijeska na kojem nešto raste. Neki takvi kolonizatori pojavljuju se uistinu nevjerojatno brzo. Imaju plodove koji podnose slanu vodu i mogu mjesecima plutati po oceanu prije nego što nađu pogodnu luku i proklijaju. Za njima dolaze i druge biljke. Ptice koje su nazočne posvuda na koraljnom grebenu također daju svoj dragocjeni prilog sadnji bilja, a stvaraju i gnojivo koje obogaćuje tlo. Galebovi vole paskvice i raznose njihovo sjeme po svim otocima. Crne blune grade gnijezda u stablima i raznose njihove sjemenke na svojim krilima.
Na koraljnim otocima živi mnoštvo morskih ptica: čigre, blune, galebovi, fregate i gospodski australski orlovi, koje se međusobno svađaju oko bogate žetve na grebenima. Ljeti ženke kornjača pužu na obalu kako bi položile jaja u topao pijesak. Oko osam tjedana poslije pojavljuju se tisuće malih kornjača i neoprezno jure prema moru, dok na njih vrebaju morske ptice, rakovi i štakori.

## Ugroženost
Veliki koraljni greben svakako je jedan od najživljih i najbolje povezanih ekosustava. No ujedno je i ravnoteža u njemu najosjetljivija. Ako se samo jedan vid ovoga staništa izloži pritisku, to bi moglo imati katastrofalne posljedice za sve. Koraljni greben može podnijeti oluje i bješnjenje mora, ali na početku 21. stoljeća najvećoj opasnosti izlaže ga suvremeni čovjek. Aboridžini su stoljećima lovili ribu i druge životinje duž koraljnog grebena a da ga nisu oštetili. No u prošlome stoljeću kopanje guana (ptičjeg izmeta), prevelik izlov ribe, lov na kitove i na Bisere ostavili su traga.
Proglašavanjem ovoga područja nacionalnim parkom mnoge od tih opasnih aktivnosti su prekinute, a turizam se nastoji pomno nadzirati. Unatoč tomu, neki znanstvenici tvrde da je kanalizacija iz turističkih objekata uzrokovala nedavnu eksploziju populacije zvjezdača kruna od bodlji, a da su ostaci hrane iz hotela koji se bacaju u more uzrokovali deseterostruko povećanje broja galebova i dramatičan porast smrtnosti malih kornjača i mladih ptica.
Vlada države Queensland nastoji riješiti ove probleme i preduhitriti neke druge, tako da je, ukupno gledano, turizam dosad imao tek blagi utjecaj na okoliš, a Veliki koraljni greben ostavljen je da u miru radi svoje bezvremenske poslove.

## Vanjske poveznice
- Službena stranica Pomorskog parka Velikog koraljnog grebena (Great Barrier Reef Marine Park Authority) (engl.)
- CRC Reef Research Centre  Arhivirana inačica izvorne stranice od 2. ožujka 2014. (Wayback Machine)
- Biological monitoring of coral reefs of the GBR  Arhivirana inačica izvorne stranice od 5. prosinca 2010. (Wayback Machine) (engl.)
- Great Barrier Reef  Arhivirana inačica izvorne stranice od 24. ožujka 2009. (Wayback Machine) (World Wildlife Fund) (engl.)
- Dive into the Great Barrier Reef - National Geographic (engl.)

### Ostali projekti
|  | Zajednički poslužitelj ima stranicu o temi Veliki koraljni greben |